# Тисифон
Тисифон (буквально «Мститель за убийство»; ум. 354 г. до н. э.) — тиран Фер в начале 350-х годов до н. э.

## Биография
По одной из версий, сын тирана Ясона Ферского, брат тиранов Фер Ликофрона, Пифолая и жены Александра Ферского Фивы. По свидетельству грамматика Конона, действовавшего во время правления Августа, отцом Тисифона и его братьев был Эвалк (Полиалк), а не Ясон. Э. Д. Фролов считал Тисифона сыном Ясона на основании заголовка письма Исократа и общего контекста ситуации во время убийства Александра, а К. Ю. Белох отмечал, что рассказ Конона недостоверен, учитывая, что отрывок рассказа про сыновей Ясона испорчен.
В 358 году до н. э. по настоянию Фивы Тисифон с Ликофроном и Пифолаем убили её мужа в спальне. После убийства Александра Ферского по старшинству тираном стал Тисифон. Гельмут Берве утверждал, что совместно с ним начал править и его брат Ликофрон. Оба они пользовались всеобщей любовью за убийство тирана. Возможно, первоначально вместе с ними правила и Феба. Как отмечал Г. Берве, власть правителей Фер после смерти Александра стала гораздо мягче.
Однако Тисифон продолжал политику Александра по отношению к союзу фессалийцев, опираясь на оставшихся от него наёмников, поэтому Алевады искали поддержку у царя Македонии Филиппа II, что тогда, в 357 году до н. э., препятствовал распространению власти тирана Фер на всю Фессалию.
В том же году Тисифон на основании договора, заключённого ещё с Александром, поддерживал фиванцев против афинян на Эвбее.
Г. Берве предполагал, что к концу правления Тисифона управление Ферами стало жёстче, а вместо союза с Фивами был заключён союз с Афинами.
Тисифон умер в 354 году до н. э..
Известно, что Тисифон, как и его предшественник Александр, чеканил монету под собственным именем.